# Henri-Frédéric Amiel
Henri-Frédéric Amiel (Genebra, 27 de setembro de 1821 – Genebra, 11 de maio de 1881) foi um filósofo, poeta e crítico da Suíça. Filho de família Huguenote, forçados a se mudar para a Suíça, devido a revogação do Édito de Nantes.
Depois de perder seus pais ainda muito jovem, Amiel se encontrou na necessidade de constantemente se mudar, devido a isso, se viu íntimo dos principais líderes intelectuais da Europa de sua época, o que o incentivou a desenvolver seus estudos em filosofia alemã em Berlim. Em 1849, foi indicado como professor de estética na Academia de Genebra, culminando na sua posse da cadeira de filosofia moral em 1854.
As nomeações conferidas pelo Partido Democrático de sua época o privaram do apoio do Partido Aristocrata, que dominava toda a cultura da cidade. Esse isolamento inspirou-o a escrever sua Magnum opus, Diário Íntimo, publicado postumamente, dando-lhe ótima reputação por toda a Europa
É mencionado no poema "Não sei dançar", do Livro Libertinagem, de Manuel Bandeira. Em 2013, lança-se no Brasil o livro "Diário Íntimo", com tradução de Mário Ferreira dos Santos

## Obras
- Berlin au printemps de l’année 1848 (1849)
- Du mouvement littéraire dans la Suisse romane et de son avenir (1849)
- Grains de mil (1854)
- Il penseroso (1858)
- La Cloche (1860)
- La Part du rêve (1863)
- L’Escalade de MDCII (1875)
- Charles le Téméraire (1876)
- Les Étrangères (1876)
- L’Enseignement supérieur à Genève depuis la fondation de l’Académie depuis le 5 juin 1559 (1878)
- Jean-Jacques Rousseau jugé par les Genevois d’aujourd’hui (1879)
- Jour à jour (1880)
- Fragments d’un journal intime (1884, 1887, 1923, 1927)
- Philine (1927)
- Lettres de jeunesse (1904)
- Essais, critiques (1931)